# Reese (Michigan)
Reese is een plaats (village) in de Amerikaanse staat Michigan, en valt bestuurlijk gezien onder Tuscola County.

## Demografie
Bij de volkstelling in 2000 werd het aantal inwoners vastgesteld op 1375.
In 2006 is het aantal inwoners door het United States Census Bureau geschat op 1387, een stijging van 12 (0,9%).

## Geografie
Volgens het United States Census Bureau beslaat de plaats een oppervlakte van
3,0 km², geheel bestaande uit land. Reese ligt op ongeveer 192 m boven zeeniveau.

## Plaatsen in de nabije omgeving
De onderstaande figuur toont nabijgelegen plaatsen in een straal van 20 km rond Reese.